# Kaszanka
Kaszanka é uma morcela tradicional na cozinha do leste e centro europeus. É feita de uma mistura de sangue e víscera de porco e trigo-sarraceno (às vezes, cevada ou arroz) enfiados em instestino de porco. É geralmente temperado com cebola, pimenta do reino e manjerona.
A Kaszanka pode ser comida fria, mas tradicionalmente pode ser grelhada ou frita com cebola e então servida com batata e chucrute.

## Em outros lugares
- крывянка (Bielorrússia)
- verivorst (Estônia)
- kaszanka (Polônia)
- Grützwurst (Alemanha)
- Maischel (Caríntia, na Áustria)[1]
- jelito (República Checa)
- krvavnička (Eslováquia)
- véres hurka (Hungria)
- krovyanka (Ucrânia)
- krvavica (Sérvia)